# Гуково (станция)
Гуково — железнодорожная станция Ростовского региона Северо-Кавказской железной дороги, находящаяся в городе Гуково Ростовской области.

## История
В начале XIX века на этом месте был основан хутор. В 1878 году через его территорию прошла Донецкая каменноугольная железная дорога, соединившая станцию Лихая с центром Донецкого угольного бассейна — Дебальцево. Железнодорожная станция, построенная на этой территории, первоначально называлась Ковалево, а в 1904 году была переименована в Гуково.

## Деятельность
Через станцию проходят грузовые поезда, на ней выполняются маневровые работы. Пассажирские поезда отменены с 25 мая 2013 года. Ранее через станцию проходили поезда на Украину, на ней имеется российский пункт таможенного досмотра. Украинский пункт досмотра расположен на следующей станции Красная Могила.